# バート・コームズ
バートラム・トマス・コームズ（英: Bertram Thomas Combs、1911年8月13日 - 1991年12月4日）は、アメリカ合衆国の政治家、法学者である。ケンタッキー州控訴裁判所判事を務めた後、1959年から1963年まで、第50代ケンタッキー州知事を務めた。知事には２回目の挑戦だった。知事を辞めた後は、リンドン・B・ジョンソン大統領から第6巡回控訴裁判所判事に指名され、1967年から1970年まで務めた。
コームズはケンタッキー州クレイ郡で生まれ、貧困の中で育ち、ケンタッキー大学で法学士を得た後はプレストンズバーグで法律実務を始めた。第二次世界大戦中に軍事法廷で日本人戦争犯罪人を裁いたことでアメリカ陸軍の勲章を得た後に、ケンタッキー州に戻って法律実務を再開した。1951年、ケンタッキー州知事ローレンス・ウェザビーがコームズをケンタッキー州控訴裁判所判事の空いた椅子に指名した。その年後半にあった選挙では、元知事で判事のシメオン・ウィリスを破り、改めて任期通りの判事になった。1955年までにケンタッキー州民主党は2つの派閥に分かれており、その1つを率いるアール・C・クレメンツが、近づく州知事選挙で、もう一方の派閥を率いるA・B・"ハッピー"・チャンドラーに挑戦する者としてコームズを選んだ。コームズの印象の薄い演説や、州財政に対する必要性について率直だったことが予備選挙では災いした。最終的に知事に当選するチャンドラーは、州の財政を改善するために増税する必要は無いと約束したが、最後は増税することになった。このことでチャンドラーは信用を傷つけ、コームズは選挙民の目に有望で正直な者と映るようになった。その結果、1959年の予備選挙では、チャンドラーが後継者に推していたハリー・リー・ウォーターフィールドを破って州知事に選ばれた。コームズはその任期の初期に軍隊退役兵にボーナスを支給するために、3%の消費税課税を認めさせた。コームズは1%の課税で足りることを承知していたが、余剰分は州道や州立公園の拡大など、既存体系改善のために遣った。さらに教育予算にも多くを当てた。
コームズは知事を辞めた後に、ジョンソン大統領から第6巡回控訴裁判所判事に指名された。この職を3年間務めた後、1971年に再度州知事選に出馬したが、このときは民主党の以前の予備選挙で自分の事務局長だったウェンデル・H・フォードに破れた。1984年、州の公共教育財政について、貧しい教育学区66区を代表して異議申し立てを行うことに同意した。「ローズ対良好教育委員会事件」と呼ばれたこの訴訟では、ケンタッキー州最高裁判所が州の公共教育体系全体が違憲であると判決することになった。これに応えたケンタッキー州議会は1991年、ケンタッキー州教育改革法と呼ばれる包括的教育手段を作った。1991年12月3日、コームズは自分の法律事務所から車で帰宅しているときに、鉄砲水に巻き込まれた。その遺体は翌朝、パウェル郡ロスリンに近いレッド川で見つかった。検死官は死因が低体温症だと判断した。

## 初期の経歴
コームズ家はアメリカでも最古クラスのヨーロッパ系一族だった。家族の長老ジョン・コームズは1619年にジェームズタウンに到着していた。1775年、ベンジャミン・コームズがバージニア州から西にケンタッキー州クラーク郡に移ってきた。ベンジャミンの兄弟が2人、1790年に追いかけてケンタッキー州に移ってきた。その内のジャックがバート・コームズの曾祖父だった。
バートラム・トマス・コームズは1911年8月13日に、ケンタッキー州マンチェスターのタウン・ブランチで生まれた。父はスティーブン・ギブソン・コームズ、母はマーサ（旧姓ジョーンズ）であり、その7人の子供の一人だった。父のスティーブンは林業を兼ねる農家であり、地元政界で活動した。住民の大多数は共和党員である郡で、民主党員だった。母は教員であり、良い教育を受ける重要さを子供たちに印象づけた。バート・コームズの初期教育は教室が2つしかないビーチクリーク小学校だった。７年生になったとき、姉とともに近くのオナイダにあるオナイダ・バプテスト学校に送られた。これはビーチクリークの学校が年間5ヶ月ないし6ヶ月だったのに対し、バプテストの学校は8ヶ月ないし9ヶ月だったからだった。後にコームズと姉は毎日ロバに乗ってクレイ郡高校に通い始めた。コームズは学業の成績が優れ、何度か飛び級し、1927年に15歳で卒業生総代として卒業した。
コームズはカレッジの授業料が払えなかったので、地元のドラッグストアで働き、街の様々な住人のために小さな仕事をした。1929年、母がウィリアムズバーグの石炭会社での職を手配し、カンバーランド・カレッジ（当時はジュニア・カレッジ）に入学した。この石炭会社の仕事は実現しなかったが、コームズはキャンパスの建物で床を掃除し炉を焚いて3期分の学費を稼いだ。1930年代、州高規格道路局で事務員として働き始めた。これは通常州知事によってあてがわれる互恵関係の職の1つだった。民主党が支配するケンタッキー州議会は、共和党員知事のフレム・サンプソンから法的な指名権限を剥奪し、その代わりに民主党員の副知事ジェイムズ・ブレシット・ジュニア、高規格道路コミッショナーのベン・ジョンソン、およびダン・タルボットで作る3人委員会に指名権を与えた。このことで民主党員であるコームズに職を確保できることになった。
コームズはレキシントンのケンタッキー大学法学部に入学するに十分な金を貯めるために、3年間高規格道路局で働いた。大学生のときには、「ケンタッキー・ロー・ジャーナル」の編集員を務めた。1937年、コームズは同級では2番目の成績で卒業し、法学士号を得て、法学部を卒業する学生の上位10％に与えられる優等生協会資格コイフ章を与えられた。法廷弁護士として認められ、マンチェスターに戻って法律実務を始めた。コームズがマーベル・ホールと結婚したのも1937年であり、夫妻にはロイス・アン・コームズとトマス・"トミー"・ジョージ・コームズという2人の子供が生まれた。

## 法律関連の仕事と第二次世界大戦での従軍
コームズはマンチェスターにおける法律実務の中で、「マンチェスターには多くの親族や友人がいるので、みんなが都合の良いように物事を扱ってくれると期待している…私が費用を請求すれば感情を悪くする。私は多くの事件を扱ったが、多くの請求書を送れなかった」と言っていた。1938年、コームズは法学校の同級生ルロイ・コームズ（姻戚関係は無い）から、その父と叔父がプレストンズバーグで経営する法律会社に加わらないかという提案があり、それを受け入れた。プレストンズバーグはノット郡にあって妻の実家に近い位置にあった。コームズの息子トミーは、出産のときに受けた傷がもとである種の精神障害を患っていた。コームズはプレストンズバーグに移転した後に、トミーが出席できることもあって、精神障害のある個人のための教室を始めた。
1943年12月22日、コームズは第二次世界大戦に従軍するアメリカ陸軍に兵卒として入隊した。ノックス砦で基礎訓練を受け、志願士官候補生プログラムに参加し、それによって基礎訓練の直後に士官学校に入学できるようになった。コームズは士官学校に入る代わりにメリーランド州アバディーンにあるアバディーン性能試験場で、短期間地図製作法を教えるよう割り振られ、その後にミシガン州アナーバーで志願士官候補学校を修了し、法務総監軍団に加わり、大尉に任官した。1945年7月1日、南太平洋に派遣された。フィリピン諸島のダグラス・マッカーサー将軍の下で、戦争犯罪人調査部の主任を務め、日本人戦犯に対する裁判を行った。1946年に除隊となり、銅星章とフィリピンの軍事功績章を贈られた。
戦後、コームズはプレストンズバーグに戻り、J・ウッドフォード・ハワードを共同経営者として、ハワード・アンド・コームズという法律会社を結成した。1946年と1947年にはケンタッキー州青年法曹協会の会長を務めた。コームズは労働者災害補償に関する訴訟で石炭会社の弁護をすることが多かった。炭坑労働者の法律顧問を務めていた後のアメリカ合衆国下院議員カール・D・パーキンスが相手だった。

## 政歴
コームズは1950年にプレストンズバーグ士の検察官に当選したのが、政歴の始まりだった。その年の後半、ケンタッキー州知事ローレンス・ウェザビーがコームズをケンタッキー州第31司法地区裁判所検察官の空いた椅子に指名した。しかし、コームズはその職をあらたな選挙が行えるまでのみ執務すると発表した。1951年4月、ローレンス・ウェザビー知事はコームズを、ロイ・ヘルム判事の死去により、ケンタッキー州控訴裁判所判事の空いた椅子に指名した。その年の後半、この職の新たな任期8年間の選挙に改めて出馬した。対抗馬は以前にこの職を務めたことがある共和党員の元知事シメオン・ウィリスだった。選挙ではコームズが73,928票を獲得し、69,379票のウィリスを破って当選した。ジョージ・ロビンソンの口承において、コームズはその勝利をウィリスの高齢（68歳）によるものとしており、さらにウィリスの支持者の多くがウィリスが勝つものと信じて投票に行かなかったことによるともしていた。

### 1955年州知事選挙
A・B・"ハッピー"・チャンドラーは1935年から1939年まで州知事を務め、州民主党の派閥の1つを率いる領袖であり、1955年に州知事として2期目を務める意思を明らかにした。反チャンドラー派の指導者達は急遽、対抗できる候補者を探し始めた。最も可能性が高い候補者は現職副知事であるエマーソン・"ドク"・ビーチャムだったが、ビーチャムは選挙が下手であり、時として汚職に結びつく政治ボスが支配するローガン郡と結びついていることが、反チャンドラー派を思いとどまらせた。派閥の指導者で元州知事かつ現職アメリカ合衆国上院議員のアール・C・クレメンツが、コームズを派閥の候補者に選定したので、コームズは立候補するために控訴裁判所判事の職を辞した。

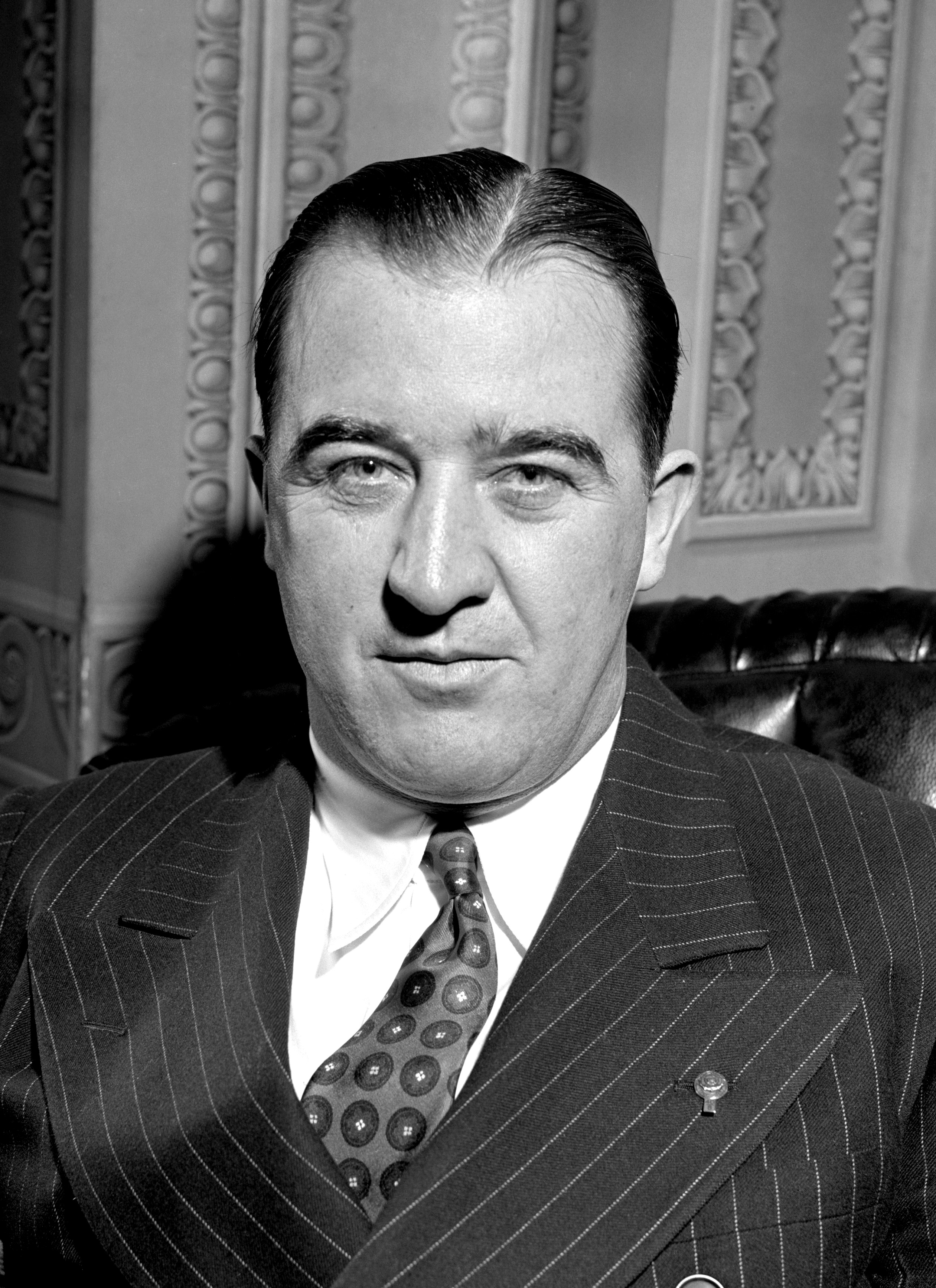
A・B・"ハッピー"・チャンドラー、1955年州知事選挙でコームズの対抗馬

予備選挙で最初の演説では、州が2,500万ドル（2014年換算で2億2,000万ドル）の税収増をあげる必要があり、消費税を検討すべきときにあることをコームズは認めた。経験の多い政治家であるチャンドラーは、コームズのこの提案を攻撃し、自分のような経験ある州知事ならば、州の債務のために税率を上げる必要はないと主張した。コームズの演説は用意された原稿から一語一語読み上げていたこともあり、乾燥し、印象が弱いことも攻撃された。「そしてあなたは、『私』が演説できないと言った」と、ビーチャムは後にクレメンツに苦情を言っていた。「ルイビル・クーリエ・ジャーナルのフランクフォート支局主任ヒュー・モリスは、「コームズは同じ夜に選挙運動を始め、終えた」とコメントしていた。
コームズが選挙戦でほとんど対抗できないままで、チャンドラーはコームズをクレメンツ、ウェザビー両知事の傀儡と表現し、クレメンツには「クレメンタイン」、ウェザビーには「ウェザーバイン」と嘲笑的にあだ名をつけた。二人の政権が無駄遣いをしたと告発し、特にケンタッキー・ターンパイクとフリーダム・ホールの建設や不必要な使途を槍玉に挙げた。チャンドラーの攻撃の幾らかは性格上個人的なものになった。チャンドラーの言に依れば、クレメンツは自分の事務所に2万ドル（2014年換算で176,075 ドル）の新しい絨毯を購入しており、ウェザビーは「良き正直なケンタッキー州の木材」の代わりにアフリカ産マホガニー材で事務所の壁を貼らせた。納品書に拠ればケンタッキー州会議事堂1階全体の床での絨毯が2,700ドルに過ぎず、ウェザビーのパネルはケンタッキー州の業者から購入、施工されたものであることが分かったが、チャンドラーの指摘は選挙戦の間にコームズを防御的にさせる効果があった。
予備選挙の2週間前、コームズは元副大統領でケンタッキー州生まれであるアルバン・W・バークリーの支持を受けたが、コームズはこの支持表明があまりに遅すぎて助けにはならないと感じた。チャンドラーは予備選挙で259,875票を獲得して241,754票のコームズを破って公認候補となり、その後の本選挙でも当選して知事の2期目を務めた。コームズはプレストンズバーグに戻り、貯蓄貸し付け会社を結成し、法律実務会社も再建した。チャンドラーが知事であった4年間、コームズは多くの講演依頼を受けたが、それ以外は大衆の目から消えていた。一方、州財政の必要性から、チャンドラーは州消費税その他を増税するしかなくなり、選挙の公約が果たせなかった。その結果チャンドラーは信用を失い、コームズは選挙中に州財政の増税必要性を認めていたことで、勇敢で、率直で正直な政治家という評判ができた。

### 1959年州知事選挙
チャンドラーはケンタッキー州憲法の規定により、連続して2期州知事になることができなかったので、その副知事であるハリー・リー・ウォーターフィールドが後任となることを支持した。1952年アメリカ合衆国大統領選挙でアドレー・スティーブンソンの選挙運動を管理したウィルソン・ワイアットが、1959年の州知事選挙で立候補する意図を明らかにした最初の者となり、1958年4月9日に宣言した。ワイアットは出身地ルイビル市を含み、熱烈な反チャンドラーであるジェファーソン郡の指導者数人から支持を受けた。ワイアットが出馬宣言した4日後、コームズも再度出馬すると宣言し、その1週間後にはクレメンツからの支持を受けた。1958年の残り期間反チャンドラー派の支持はワイアットとコームズの間で割れていた。1959年1月、クレメンツがルイビルのスタンディフォード空港ホテルで終夜の会合を開き、コームズが州知事、ワイアットが副知事を目指すという取引を斡旋した。クレメンツはワイアットに将来の選挙戦での支持を約束した。
コームズは、ウローターフィールドに対抗する予備選挙で、チャンドラーの政権を攻撃した。特に州職員の給与について2％の評価を行い、資金を追跡できないようにキューバの銀行に預けたという噂を批判した。この噂に拠れば、フィデル・カストロがキューバ革命で権力をつかんだ時に、チャンドラーがキューバに入れておいた資金が失われたとしていた。チャンドラーはウォーターフィールドの為に反論し、コームズは「クレメンツのオウムだ」と非難した。コームズは反チャンドラーの基盤で纏めることに成功し、ウォーターフィールドを25,000票差で破った。その年秋の本選挙でも共和党候補のジョン・M・ロビンソン・ジュニアを180,093票差で破って当選した。この票差はケンタッキー州州知事選挙では最大であり、州全体の選挙と比較すると1932年アメリカ合衆国大統領選挙で、フランクリン・ルーズベルトがハーバート・フーヴァーを185,858票差でケンタッキー州を制したものに次ぐ記録となった。コームズが東ケンタッキー出身として当選したのは1927年のサンプソン依頼であり、第二次世界大戦に従軍した軍人としては初めての知事になった。

### ケンタッキー州知事
コームズが州知事として最初に執った公式行動は、1959年12月19日、1891年以降有効となっている州憲法の改定を検討するためだった。憲法改定会議を招集することは、州議会が2回続けた会期で会議の問題を住民投票にかけることを承認することを必要とした。招集の次には州民の投票で承認されることを必要とした。州憲法を最新のものにする必要性について、法学者によってほぼ普遍的に合意されているにもかかわらず、州民は1931年と1947年の2度改訂を拒んでおり、1891年から19か条の改訂を認めただけだった。コームズ4年間の任期中にこの問題に取り組み片付けたいと考えたので、特別会期の招集を急いだ。州議会はこの特別会期と1960年にある通常会期の間に容易に会議の招集を承認した。コームズが法案に署名し、憲法改定の問題が1960年11月の住民投票に掛けられ、約18,000票の差で否決された。これは今日まま有効で残っている1891年憲法の改定としては最小の票差だった。

### ケンタッキー州初の10億ドル予算
コームズは選挙戦中に教育、高規格道路、公園、工業、空港などの予算増を含み、進歩主義綱領を提唱していた。選挙から間もなく、退役兵に払うボーナスのために3%の消費税を承認されていたが、ボーナスについては1％あれば足りていた。コームズは他の優先事項にも当てるために大きな税率を求めていた。消費税が認められた結果として、ケンタッキー州では初の10億ドル予算を采配することになった。ある研究では、ケンタッキー州で1957年から1962年の間に一人当たり支出を倍にしており、他のどの州よりも速く割当額を成長させた。コームズは税を遣ったプロジェクトの完成したそれぞれの時に大掛かりな宣伝を行い、開業に当たっての演説で消費税を遣ってそのプロジェクトを可能にしたと宣言した。

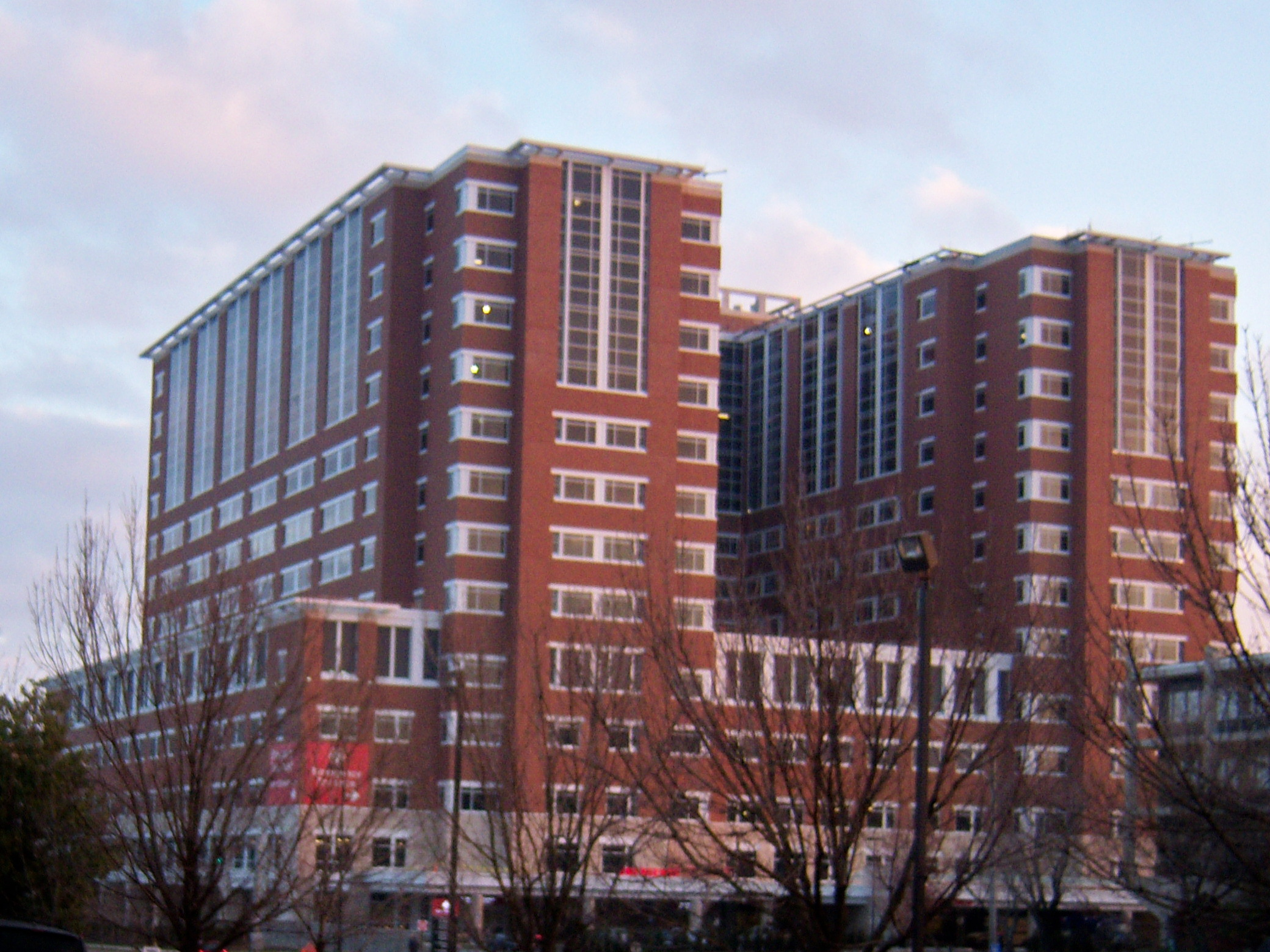
アルバート・B・チャンドラー病院はコームズが初めて策定した2年間予算の資金で完成した

1960年、ケンタッキー州は国内でも落ちこぼれ率の高い州であり、教室が1つの学校の数では、アーカンソー州に次いで第2位だった。州内の高校を卒業した者でカレッジに進学する者は半分に満たなかった。州内で教育された教師の多くは、他の州なら得られる高い給与を求めた。1960年に州議会で成立したコームズの2年間予算は、新しい消費税から得られた金を50%だけ教育予算を増やすために遣われ、州立コミュニティ・カレッジ体系（現在のケンタッキー州コミュニティ・工科カレッジ体系）設立に遣った。無料教科書に300万ドル以上を増やし、職業教育のために別に200万ドルを割り当てた。州立大学の新しい建物のために500万ドル以上、ケンタッキー大学にあって、コームズの政敵の名前をつけたアルバート・B・チャンドラー病院の完成のために1,050万ドルが遣われた。
コームズが知事になったときに、州道はお粗末な状態にあった。自動車安全基金が、州内の国道の3分の2は現行交通需要に対して標準以下にあると決めつけた。さらに州内主要都市の通りの20％は不適切であり、55%は交通量の増加によってすぐに不適になり、二級道路の半分は近代的工業輸送に不適であると指摘した。この問題に対処するために、コームズは高規格道路の予算を増やすための債券1億ドルを発行し、道路問題の対応を監視する州高規格道路コミッショナーにアール・クレメンツを指名した。新道の1つにマウンテン・パークウェイがあり、コームズの生まれた東ケンタッキーと中部ケンタッキーを結んだ。後にコームズを称えて、バート・T・コームズ・マウンテン・パークウェイと改名された。コームズの予算で手厚く資金を与えられたことにより、ケンタッキー州は周辺のバージニア州やテネシー州よりも早く州間高速道路体系の州内部分を完成させた。
コームズは州立公園のためにも1,000万ドル債券の発行について承認を得た。それまでの州立公園では宿泊所がお粗末であり、娯楽施設も少なかった。コームズはこの債券発行に100万ドルの歳入債券を組み合わせ、26の州立公園全部に大きな改修を行った。民間所有の観光施設が公園周辺に出現するというコームズの夢は実現しなかったが、州外からケンタッキー州への観光はコームズ政権の間に2倍以上となり、約60%が州立公園への観光客、53%が公園への宿泊を伴う観光となった。ジャーナリストのジョン・エド・ピアースは、ケンタッキー州生まれが観光シーズンに公園内での予約が取れないと苦情を言い始めたこと、州外からの観光客を制限することやケンタッキー州民に有利な予約の仕組みを要求していることを報告したが、これら苦情には何の対応も行われなかった。

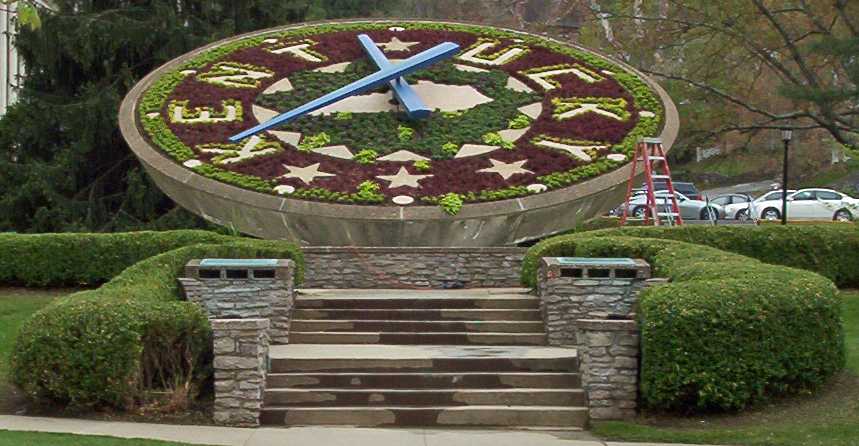
フランクフォートの花時計

1961年4月10日、コームズは州知事の緊急予算の中から5万ドルを、集会議事堂前の芝生に花時計を建設する資金に充てさせた。コームズは以前にスコットランドのエディンバラで花時計を見たことがあり、議事堂敷地に彩りを与えられると考えた。その後の州知事選挙の中で、ハッピー・チャンドラーがこの花時計を取り上げ、「そうさね、彼らはフランクフォートでは2時半とは言わなくなった。今では2ペチュニアとシロバナヨウシュチョウセンアサガオだと言っている」と冷笑的に言っていた。しかし、チャンドラーのような見方は時間と共に少数派になった。ジョン・エド・ピアースは、この花時計が州内でもさらにフランクフォートでも話題の種になり、観光客を引きつけるものとなったと報告した。

### 倫理改革
コームズは州政府職員に成果主義を導入し、政治的な理由で雇用されたり解雇されたり出来ないようにした。この制度は公共事業の仕事により精通した人材を引きつけることになった。1962年、州裁判所が、州の憲法で総量を規定される州職員の給与は、インフレに応じて調整できると裁定したときに、さらに魅力的なものになった。コームズは州職員がその部署を規定する規則に厳密に従うべきだと要求した。例えば、カーター郡の監督官ヒーマン・マクガイアは政治的な利益のためにその職を使っていたことで知られたが、その州による監査を命令した。コームズは直接マクガイアを罷免する権限は無かったが、その監査でマクガイアの予算の誤用や権力の乱用が明らかになった。州教育委員会がこの所見を調査し、教育委員を解雇した。その後任となった委員会はマクガイアを罷免した。
1961年、ニューポートの市民団体が、同市の犯罪を撲滅するのを支援するようコームズに求めた。ニューポートは、オハイオ州シンシナティ市のオハイオ川対岸にあり、売春、ギャンブル、違法アルコールの天国と言う評判があった。コームズは市民からの宣誓供述書を受け取った後、アルコール飲料規制局の職員を市に派遣した。その結果、酒類販売を規制する法を犯したバー6軒を摘発し、法の強制をできなかった地元役人4人を告発するよう州検事総長のジョン・B・ブレッキンリッジに指示した。その関連する裁判で公民権に関わる違反が浮かび上がったとき、アメリカ合衆国司法長官ロバート・ケネディが司法省の役人をニューポートに派遣し、保安官と巡回裁判所判事の辞任を促すことになった。4年間のうちに他にも2人の役人が解雇された。
I
コームズが汚職について摘発させたものは、いわゆる「トラック取引」など、政治的に問題のあるものだった。1961年、「ルイビル・クーリエ・ジャーナル」の記者カイル・バンスが、コームズの元選挙参謀の一人から、州は346,800ドルでダンプ・トラックを購入しようとしており、その額は商品の価値を遥かに超えていると報道した。この新聞は以前から高規格道路コミッショナーのクレメンツと対立しており、この取引を高規格道路コミッショナーが手配した政治的報償と位置づけた。コームズは正直な知事としての評判を維持するために、この取引を取り消させた。それがクレメンツを怒らせ、コームズの行動を公的な懲戒だと捉えた。この事件はクレメンツとコームズの間に亀裂を生じさせ、その後も癒えることがなかった。クレメンツは後に辞任したが、表向きは友人であり上院議員時代の仲間だったリンドン・B・ジョンソンの大統領選挙を応援するということだった。その後クレメンツはあらゆる機会にコームズと対立するようになり、ハッピー・チャンドラーとすら組んで、1962年のアメリカ合衆国上院議員選挙ではウィルソン・ワイアットに敗北させた。これは以前にワイアットに協力すると約束したことと反対の行動だった。
コームズはまた州では初の人権委員会を結成させ、州内のあらゆる公共の場での人種差別撤廃を命じた。この動きはジョン・F・ケネディ大統領からコームズに宛てた文書で賞賛された。1961年、コームズはケンタッキー大学から名誉法学博士号を贈られ、1962年2月17日にはケンタッキー州高規格道路の清掃に務めた功績により、キープ・アメリカ・ビューティフルから賞を贈られた。これには幹線道に近い廃車置き場を塀で隠させることを要求する法の成立が含まれていた。
コームズの知事としての業績の中には、州内の選挙で投票機を導入させたこと、州職員が政治的運動資金を評価することを重罪とする法を成立させたことが挙げられる。知事任期の終わりには、知事の後継者としてエドワード・ブレシットの後ろ盾となった。ブレシットは民主党予備選挙でハッピー・チャンドラーを破り、本選挙でも共和党候補のルーイー・ナンを破って当選した。これは20世紀のケンタッキー州で、現職知事が推した後継者が当選した唯一の例となった。

### その後の政歴
コームズが知事の任期が明けた後に、法律実務に戻った。東ケンタッキー歴史協会の認証会員かつ会長であり、キャンベルズビル・カレッジの理事にもなった。1963年、「精神障害の分野に置ける傑出した貢献と指導」によって、ジョセフ・P・ケネディ国際賞を受賞した。1964年にはケンタッキー州の傑出した弁護士に挙げられ、同年春にはマサチューセッツ大学政治科学部で客員教授を務めた。1965年、ケンタッキー大学の傑出した卒業生の殿堂に入れられた。
1964年８月、アメリカ合衆国裁判所ケンタッキー州西地区判事の指名を断った。コームズの後継知事であるネッド・ブレシットの任期中に、共和党がルーイー・ナン、マーロウ・クック、ウィリアム・O・カウガーの指導下に州内での勢力を伸ばした。この共和党の強化に、民主党の派閥争いが組み合わされ、州民主党の著名人の多くがコームズにもう1期州知事を務めるよう求めてきた。コームズは1966年10月まで民主党の指名を得るべきか迷っていたが、その時点でヘンリー・ウォードを支持することを公表した。後に歴史家のジョージ・W・ロビンソンとの会見で、「家庭内の事情を除けばあの時に出馬しておけば良かった」と語っていた。ウォードは予備選挙でコームズの政敵だったハッピー・チャンドラーとハリー・リー・ウォーターフィールドを容易に破ったが、本選挙ではルーイー・ナンに破れた。
1967年1月16日、リンドン・ジョンソン大統領が、死亡したシャクルフォード・ミラー・ジュニアの後任としてアメリカ合衆国巡回控訴裁判所判事にコームズを指名し、4月5日に上院がその指名を確認した。連邦司法府の規則により、コームズはその事業と銀行資産を清算し、厳格に政治的な知り合いの多くとの接触を制限し、控訴裁判所で裁くことになる可能性のある者との利害関係を避ける必要があった。自分が審理した事件が最高裁判所まで上訴されることが多く、最高裁判所では控訴裁判所での判断に重きを置かない場合が多いことに不満を表明した。その結果、1970年6月5日に判事を辞任し、ルイビルの法律会社であるタラント・コームズ・アンド・ブリット（後のワイアット・タラント・アンド・コームズ）に加わった。

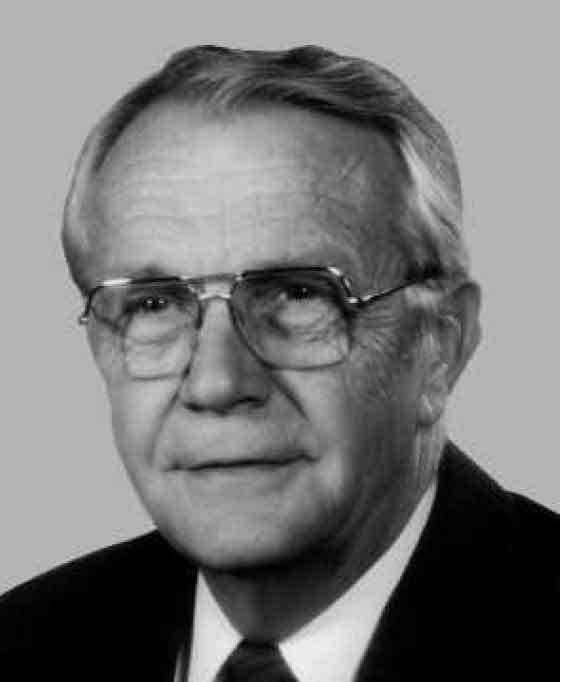
ウェンデル・H・フォード、1971年民主党予備選挙で州知事候補を目指したコームズを破った

ナン知事の任期末が近づくと、州民主党内では、コームズ政権で管理部長補佐を務めた現職副知事のウェンデル・H・フォードと、州下院議長ジュリアン・M・キャロルの間で競争が生じた。コームズが巡回控訴裁判所判事を辞任すると直ぐに、民主党指導層が1971年の州知事選挙で民主党の公認候補となるよう求めてくるようになり、フォードとキャロルの間で党が分裂するよりも党を一つに纏める方向を狙った。1970年6月、キャロルが副知事候補として出馬する意向を宣言し、コームズ知事の下で仕える意思を示した。コームズが指名を求めるか否かを思案している間に、フォードが出馬宣言した。その数日後にコームズも出馬を表明した。
コームズとフォードは提案する綱領を発表したが、コームズは州内の教師が政治に活動的であることを奨励し、高い給与とより良い利益を交渉することを提案したが、フォードは教師が政治に関わることに批判的であり、州の予算が許すならば教育費を上げることを提唱しただけだった。コームズの口承歴史でロビンソンは、コームズより13歳若いフォードが「テレビ映りが良く」、州内の多くの有権者は、年収42,500ドルだった判事を辞して、年収３万ドルでしかない知事に復帰しようと言うコームズには隠された動機があると感じていたと、記している。コームズが1969年7月18日に最初の妻マーベル・ホールと離婚し、その43日後に2度目の妻ヘレン・クラーク・レクティンと結婚したことにも、カトリック教徒は動揺した。コームズとホールは離婚を最終的に成立させるまえに5年間別居していた。このようなハンディがあったが、多くの民主党員は実績のある候補者のコームズが容易に新参のフォードを破ると思っていた。予備選挙では登録者の３分の1足らずしか投票しなかった。「クーリエ・ジャーナル」が「番狂わせ」と呼んだ投票結果により、フォードがコームズを破り、本選挙でも当選することになった。

## その後の生活
1971年予備選挙の後、コームズは政界から引退し、法律実務を再開して、フランクフォートの事務所を維持した。大手石炭会社の代理人を務め、地元環境保護運動家や作家ハリー・M・コーディルの怒りを買った。コーディルはコームズが力の無い者の味方と主張しているが、実際には力のある者の味方をしていると批判した。コームズは田園家屋と開発会社の結成に活躍し、高等教育委員会の委員を務めた。またジミー・カーター大統領の銃規制と武装解除に関する一般諮問委員会委員も務めた。
コームズの2度目の結婚も1986年5月19日に離婚で終わった。1988年12月30日、法律業務のアシスタントだったサラ・ウォルターと3度目の結婚をした。

### 「ローズ対良好教育委員会事件」
1984年10月3日、良好教育委員会の指導者達が、ケンタッキー州の教育予算体系に異議申し立てを行う際に委員会を弁護してくれるよう依頼してきた。州の教育予算体系は、貧しい教育学区に対して不公平な人種差別を行っているというのが、その主張だった。コームズはこの訴訟に勝つのは難しく、州政府役人による他の顧客に対して反感を生むことになると感じた。コームズは、この訴訟を「側面の鞍を必要とする豚のように」必要とし、それでも委員会が州教育委員会の30ないし40%を説得できるならば、事件を引き受けることに合意した、と後に語っていた。委員会は最終的に教育委員会177のうちの66を訴訟に加わるよう説得した。コームズはプロボノとして働きながら、ケンタッキー州生まれの教育法専門家で1985年11月に西ケンタッキー大学学長に指名されたカーン・アレクサンダーなど法律チームを集めた。

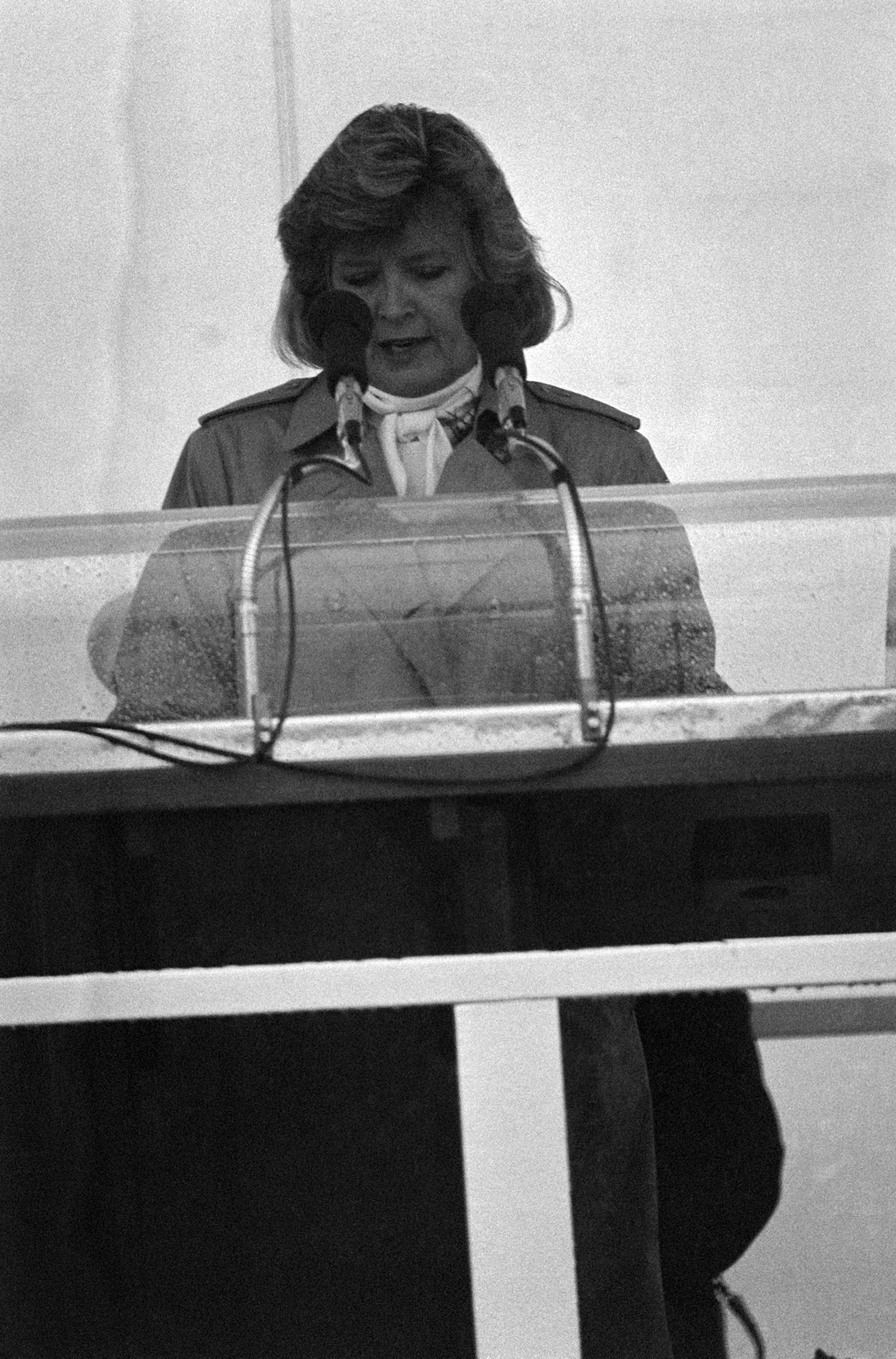
マーサ・レイン・コリンズ州知事の教育改革は良好教育委員会が州を訴えるのを阻むほど十分ではなかった

コームズはまず議会から訴訟の必要性を無くすような譲歩を得られないか試みてみた。マーサ・レイン・コリンズ州知事は教育改革政策を提案し、1985年半ばにはそれを検討するための特別会期を招集した。議会は所得税を導入して3億ドルの税収により1学級あたりの生徒数を減らすことを目指したが、委員会はもっと基本的な教育体系の構造改革を求めており、その増分でより裕福な学区と貧乏な学区の立場を同じにさせるには不十分だと見ていた。コームズと委員会は特別会期の結論に不満であり、1985年11月20日、「ローズ対良好教育委員会事件」の訴訟を起こした。州知事、教育監督官、州財務官、州議会両院の指導者および州教育委員会全委員が、この事件の被告として挙げられた。
事件を簡略化するために被告側が求めた略式判決は認められず、1987年8月4日、審判がフランクリン郡巡回裁判所で始まった。この裁判中、新しい州監督官が選出された。その新しい監督官ジョン・ブロックは、被告側に付かず、委員会側に付くことを宣言したので、被告側には大きな打撃になった。1988年5月31日、レイ・コーンズ判事は原告側有利の判断をし、教育財政体系は「違憲であり、人種差別をしている」と判断した。その2日後、被告側がケンタッキー州最高裁判所に上訴すると発表したが、選挙で選ばれたばかりのウォレス・ウィルキンソン州知事が上訴に加わることを拒否し、コーンズ判事の裁定を支持した。
最高裁判所での控訴審討論は1988年12月7日に始まった。被告は委員会が訴訟を起こす資格に欠けていると主張した。コームズはこの主張を撥ね付け、ケンタッキー州が国内で最も学力の落ちる州になっているという統計データを挙げて、如何に不公平な教育資金配分が州の生徒達に悪影響を及ぼしているかを示していると論じた。1989年6月8日、裁判所は3対2の票決で、ケンタッキー州の公共教育体系全体が違憲であると裁定し、州議会には1990年1月に召集される次の会期末までに、代案を作るよう要求した。コームズはこの判決について、「私の顧客がシンブル1杯を求めていたが、結果はバケツ1杯を得た」と語っていた。
裁判所は9つの最小標準を設定した。この裁定に反応して州議会は1990年にケンタッキー州教育改革法を成立させた。それがケンタッキー州の教育体系を急速に変化させ、教育学区間の資金を均等化する仕組みを提供し、国内でも最高に厳格な会計基準を実行させた。この議会の行動について、コームズは「ケンタッキー州は今やこの法の理由で、教育されたものとなる決断をしたのであり、その目的で十字軍となるべく乗り出したところだ。我々が次の10年間で一級の世界的な教育体系を開発したからといって、驚くにはあたらない」と言っていた。

### 死と遺産
1991年12月3日、コームズは鉄砲水が出ている中、午後5時半頃に法律事務所を出た。数時間に行方不明とされ、翌日、パウェル郡ロスリンに近いレッド川で、車のすぐ下流に、低体温症で死んでいるのが見つかった。マンチェスターのビーチクリーク墓地に埋葬された。
バート・T・コームズ・マウンテン・パークウェイに加えて、1963年にクレイ郡に建設された人工湖バート・T・コームズ湖はコームズの栄誉を称えた命名である。2007年4月20日、コームズの等身大彫像2体が、1つはスタントンのバート・T・コームズ・マウンテン・パークウェイ近くに、もう1つはプレストンズバーグの郡庁舎前に建立された。コームズの未亡人であるサラ・ウォルターは1993年にケンタッキー州最高裁判所判事となった最初の女性となり、現在はケンタッキー州控訴裁判所に務め、2004年から2010年は主席判事となり、これも最初の女性だった。コームズの娘、ロイス・ワインバーグは、2002年アメリカ合衆国上院議員選挙で現職のミッチ・マコーネルに挑戦したが落選した。

## 関連と書
- Combs, Bert (1991). “Creative constitutional law: the Kentucky School Reform Law”. Harvard Journal on Legislation 28 (2):  367–378.
- Robinson, George William (1979). The Public Papers of Governor Bert T. Combs, 1959–1963. Lexington, Kentucky: The University Press of Kentucky. ISBN 0-8131-0604-4

| 公職                                | 公職                                    | 公職                        |
| ----------------------------------- | --------------------------------------- | --------------------------- |
| 先代 A・B・"ハッピー"・チャンドラー | ケンタッキー州知事 1959年–1963年        | 次代 エドワード・ブレシット |
| 党職                                |                                         |                             |
| 先代 ハッピー・チャンドラー         | ケンタッキー州知事民主党指名候補 1959年 | 次代 エドワード・ブレシット |